# Museumsdorf Trattenbach

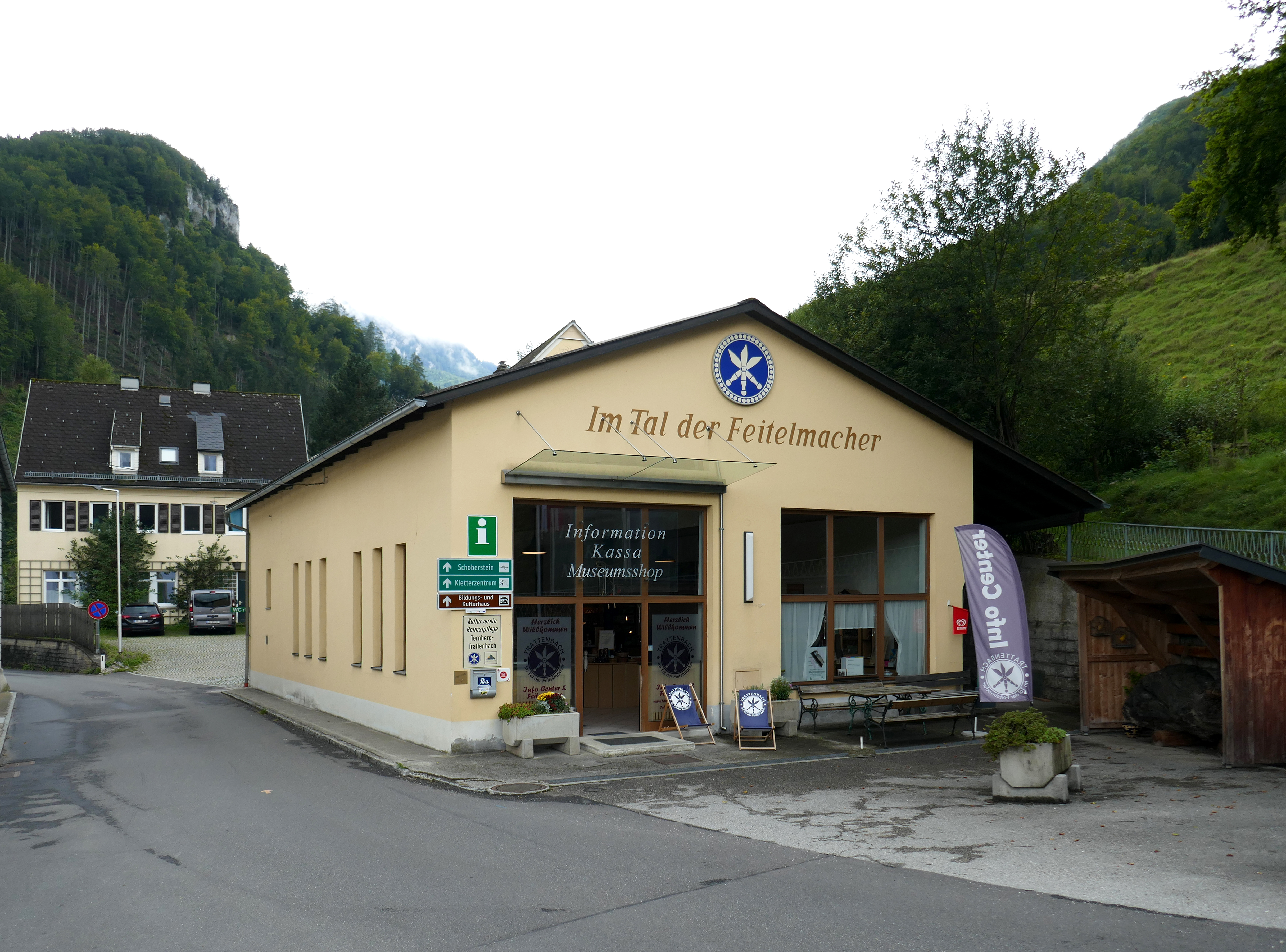
Infocenter am Museumsdorf

Das Museumsdorf Trattenbach ist ein 1,5 Kilometer langes Freilichtmuseum im oberösterreichischen Trattenbach. In der Museumsanlage werden Taschenfeitel in traditioneller Handwerksweise in originalen Werkstätten entlang des Trattenbaches hergestellt. Die für die Fertigung benötigten Maschinen werden auch heute noch mit Wasserkraft betrieben.
Das Museumsdorf wurde 1998 im Rahmen der Oberösterreichischen Landesausstellung 1998 Land der Hämmer – Heimat Eisenwurzen konzipiert und seither vom Kulturverein Heimatpflege Ternberg – Trattenbach unterhalten. Am 22. November 2002 wurde das Museumsdorf mit dem Österreichischen Museumsgütesiegel ausgezeichnet und am 8. Oktober 2019 bis 2024 verlängert. Das Museumsdorf ist das zentrale Element zur Veranschaulichung zur traditionellen Herstellung der Taschenfeitel, welche 2015 mit dem Prädikat Immaterielles Kulturerbe der UNESCO ausgezeichnet wurde.

## Geschichte

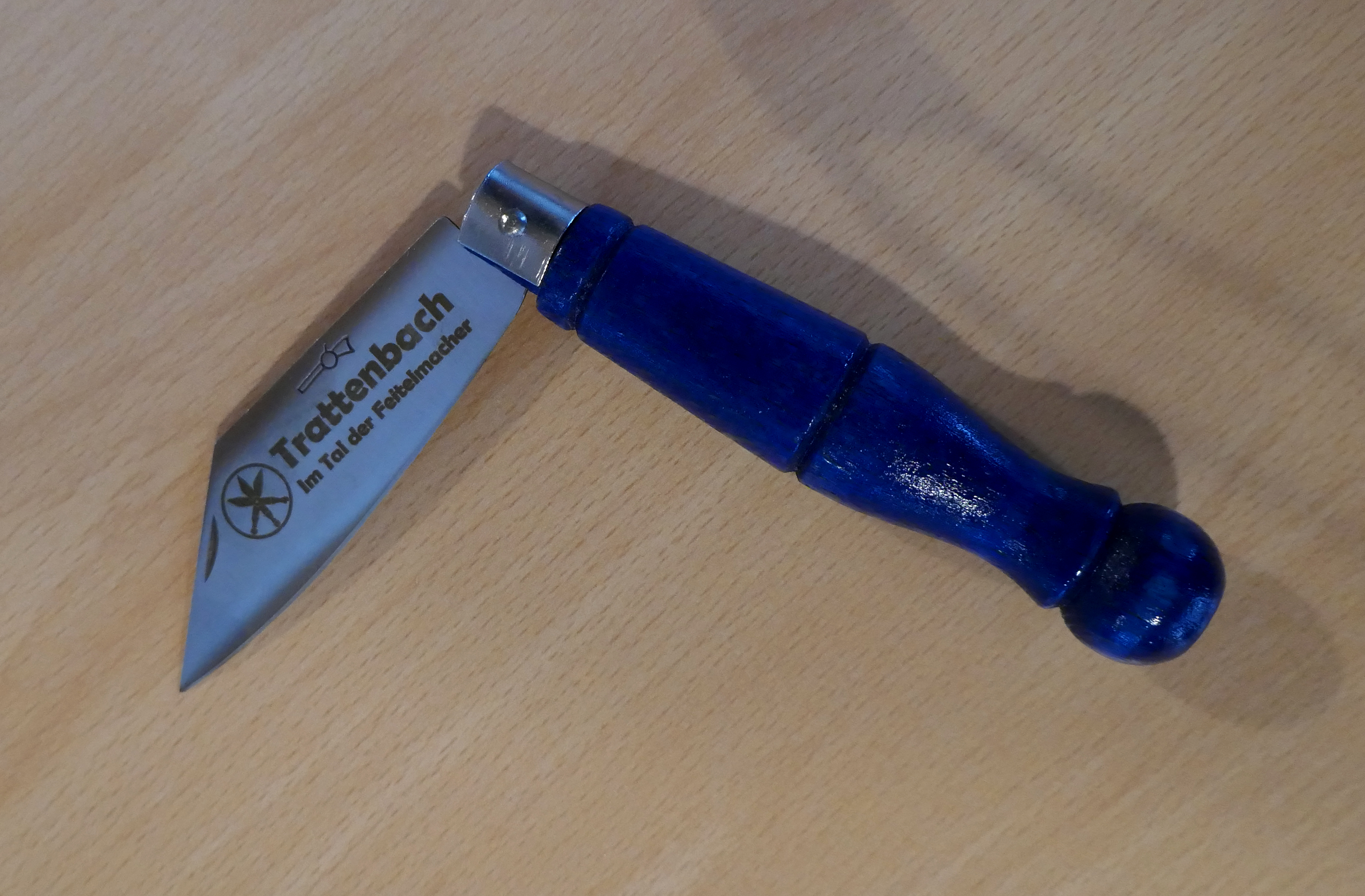
Trattenbacher Taschenfeitel

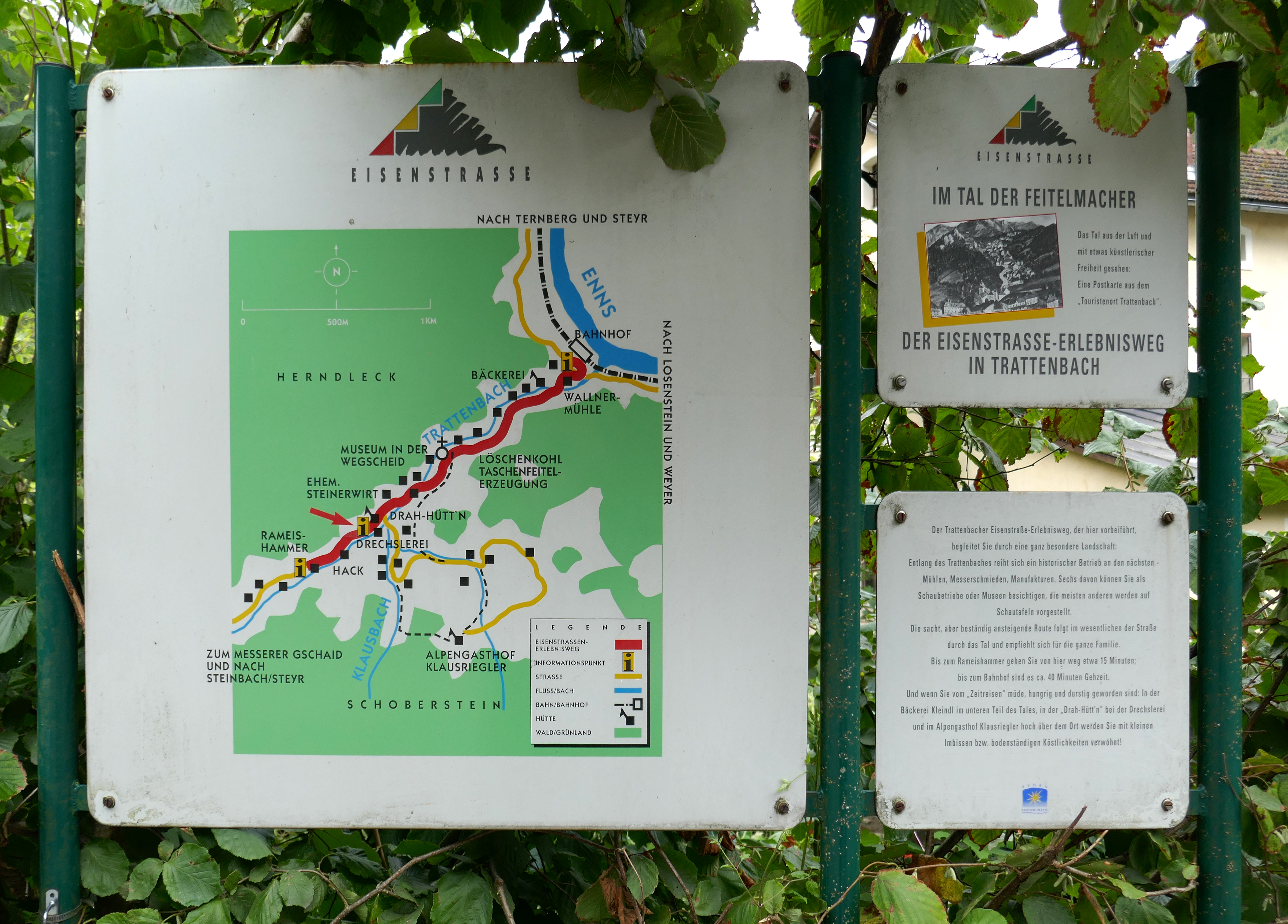
Infotafel des Eisenstrasse-Erlebnisweg in Trattenbach

Die Erzeugung von schmiedeeisernen Messern begann in Trattenbach vorüber 500 Jahren. Der aus dem Elsass stammende Bartholomäus Löschenkohl begann mit der Herstellung von einfachen Klappmessern. Schermesser aus hochwertigem Scharsachstahl wurden bereits im Mittelalter hergestellt. Später wurden mit diesem wertvollen Stahl auch Taschenmesser, die Taschenfeitel, erzeugt, die mit gedrechselten Griffen aus Ahorn bzw. Buchenholz hergestellt und mit Rillen oder Kerben verziert wurden.
Besonders populär wurden die preiswerten und zugleich hochwertigen Taschenfeitel im 16. Jahrhundert. In der Blütezeit der Feitelerzeugung waren entlang des Trattenbaches 17 Werkstätten mit der Herstellung der Messer beschäftigt. Die Messerer nutzen für ihre Schmiedehämmer, Schleifsteine und Drechselmaschinen die Wasserkraft des Trattenbaches, der im Tal durch ein starkes Gefälle charakterisiert ist. Das Wasser wurde dabei von einem Haus zum anderen geleitet. Mitte des 18. Jahrhunderts wurden etwa 3 Millionen Taschenfeitel pro Jahr hergestellt. Die Industrialisierung im 19. Jahrhundert wirkte sich auch auf die Messererzeugung in Trattenbach aus und es kam zu Migration. Die Nachkommen der Neuankömmlinge führten die kleinen Handwerksbetriebe und Werkstätten fort, wobei sie das Verlagswesen konsequent ablehnten. Kleine technische Innovationen und eine internationale Ausdehnung des Exports bis nach China, Indien und Afrika wurden jedoch zugelassen, sodass alle Trattenbacher Familienbetriebe aus dem 19. Jahrhundert bis in das 20. Jahrhundert überlebten.
Mit Ausbruch der der Weltwirtschaftskrise in den 1930er Jahren ging das Geschäftsmodell jedoch nieder. Während es zunächst noch 16 Betriebe gab, arbeiteten 1931 in Trattenbach nur noch mehr 11 Betriebe. Nach dem Zweiten Weltkrieg wurden nur noch 6 Betriebe gezählt und um das Jahr 2000 existierte mit der Familie Löschkohl nur noch ein Feitelfabrikant in Trattenbach, die die Messer für die Öffentlichkeit – zugänglich im Rahmen des Besuchs des Museumsdorfs Trattenbach – produziert. Heute stellt außer der Familie Löschenkohl die Firma Hack Stainless neben Taschenfeiteln auch noch Ess- und Jausenbestecke, Küchen- und Gewerbemesser sowie Jagdmesser her.
Um die Industriegeschichte der Erzeugung des Taschenfeitels und in Sozialgeschichte im Trattenbacher Tal zu verdeutlichen, wurde 1998 anlässlich der Landesausstellung Land der Hämmer – Heimat Eisenwurzen das Museumsdorf eröffnet. Der Besucher kann an verschiedenen originalen Stationen die traditionelle Herstellung der Taschenmesser nachvollziehen. Zahlreiche Informationstafeln an historischen Orten ergänzen das Informationsangebot im Tal. Am 22. November 2002 wurde das Museumsdorf mit dem Österreichischen Museumsgütesiegel ausgezeichnet.
Der Kulturverein Heimatpflege Ternberg Trattenbach unterhält das Museumsdorf Trattenbach und bemühte sich um die Anerkennung der Herstellung des Taschenfeitels als Immaterielles Kulturerbe der UNESCO. Zentrales Element der Vermittlung der alten Handwerkstechnik zur Herstellung der Messer ist das Museumsdorf Trattenbach. Am 23. September 2015 wurde die Herstellung des Taschenfeitels als Immaterielles Kulturerbe ausgezeichnet.

## Aufbau
Das Museumsdorf, dass sich ca. 1,5 km entlang des Trattenbaches erstreckt, ist in neun Stationen aufgeteilt. An zahlreichen Stellen entlang des Weges geben Informationstafeln des Themenweges Eisenstrasse-Erlebnisweg in Trattenbach Auskunft über das Leben der Feitelmacher und über die Geschichte der jeweiligen Gebäude. Die zu besichtigenden Feitelmacher-Werkstätten befinden sich in den originalen Gebäuden.
| Station                                              | Beschreibung | Bild |
| ---------------------------------------------------- | --- | --- |
| Info-Center Standort                                 | Im Info-Center beginnen die Führungen durch das Museumstal. Neben einer kleinen Ausstellung über die Entwicklung des Taschenfeitels befindet sich im Info-Center auch der Museumsshop, in dem neben Druckerzeugnissen auch verschiedene Produkte und Souvenirs der Firma Löschenkohl und Hack Stainless, die in Trattenbach erzeugt wurden, erworben werden können. Vor dem Info-Center wurde im Mai 2014 ein 900 Jahre alter Baumstamm einer Hainbuche ausgestellt. Um die verwachsene Form des Baumstamms rankt sich die regionale Legende der Jungfrau von Ebenboden. | weitere Bilder |
| Manufaktur Löschenkohl Standort                      | In der Manufaktur Löschenkohl wird von einem der letzten Feitelmacherbetrieb in Trattenbach den Besuchern gezeigt, wie die Trattenbacher Taschenfeitel hergestellt werden. Bartholomäus Löschenkohl wanderte vor über 500 Jahren aus dem Elsass nach Trattenbach ein und begann mit der Herstellung eines Klappmesser mit Stahlklinge und einem gedrechselten Holzgriff. Die Manufaktur Löschenkohl gehört zu den ältesten Messerwerkstätten in Trattenbach. Erst 1954 wurden die Wasserräder durch eine Francis-Turbine zum Antrieb der Maschinen ersetzt. Während im 16. Jahrhundert noch 34 Arbeitsgänge für die Herstellung eines Trattenbacher Feitel notwendig waren, sind es heute nur noch 18. Während die Klingen früher mit der Hand geschmiedet wurden, werden die Klingen heute aus Scharsachstahl herausgestanzt. | weitere Bilder |
| Museum in der Wegscheid Standort                     | Im Museum in der Wegscheid sind alte Exponate, Fotografien, historische Dokumente und historische Maschinen ausgestellt, die den Alltag der Trattenbacher Feitel machen zeigen. Das 1998 im Rahmen der Landesausstellung Land der Hämmer – Heimat Eisenwurzen errichtete Museum in der Wegscheid befindet sich in einer von Antonia und Mathäus Hack 1895 errichteten Werkstatt mit einer Schmiede und Schleiferei. In dem volks- und heimatkundlichen Museum wird insbesondere an exemplarisch biographisch aufgearbeiteten Schicksalen einzelner Familien die Sozialgeschichte der Messererfamilien in Trattenbach verdeutlicht. | weitere Bilder |
| Schleiferei am König Standort                        | Die Schleiferei am König (auch Schleiferei zum Kini; Messerhammer Brandstätter) existiert seit dem 17. Jahrhundert. Zur Schleiferei gehörte eine kleine Landwirtschaft, die die Messererfamilie mit den notwendigen Lebensmitteln versorgte. Der zur Anlage gehörende Schwanzhammer, Schleifstein und Blasebalg wurde bis 1960 durch zwei oberschlächtige Wasserräder angetrieben. Heute wird den Besuchern in der Schleiferei der Prozess der Herstellung der Klingen demonstriert. In einem zweiten Raum wird das Nassschleifen der Klingen vorgeführt. Bis zum Beginn des 20. Jahrhunderts wurden die Klingen im Liegen geschliffen, was zu erheblichen Gesundheitsproblemen und hoher Sterblichkeitsrate unter den Messerschleifern führte. Trotz der schweren körperlichen und unbeliebten Tätigkeit war in Trattenbach der Beruf des Klingenschleifers hoch angesehen und verhältnismäßig gut bezahlt. | weitere Bilder |
| Drechslerei am Erlach Standort                       | In der Drechslerei am Erlach wurde 1998 eine Schauwerkstatt eingerichtet, in der wird die Herstellung des Griffes (Heftes) des Taschenfeitels demonstriert wird. Das Gebäude diente im 17. Jahrhundert ursprünglich als Schleiferei, die später durch eine Drechslerei ergänzt wurden. Im oberen Stock und Dachboden wohnten zwei Familien, deren Kinder und Frauen im „Stock“, die Taschenfeitel zusammensetzten („anmachten“). Heute befindet sich hier eine Besucherwerkstatt. Im Erdgeschoß wurden aus Ahorn- oder Buchenholz-Holzscheiten die Rohlinge für die Hefte der Feitel geschlagen, gedrechselt, poliert und für die Klingenaufnahme vorbereitet. Bis zum 19. Jahrhundert war den Drechslern der einzelnen Manufakturen die Gestaltung der Griffe überlassen. Vorgeschrieben war lediglich die Beize mit schwarzer Farbe und die Politur der Griffe. Seit Beginn des 19. Jahrhunderts wurden die Taschenfeitel normiert, jedoch wurden in den 1920er Jahren noch 45 verschiedene Feitel angeboten, die sich sowohl in Größe als auch Form des Heftes und der Klinge unterschieden. | weitere Bilder |
| Drah Hütt’n Standort                                 | Die sogenannte „Drah-Hüttn“ (Drahüttn = regionale Bezeichnung für Drechslerei) war ursprünglich das Holzlager und Wirtschaftsgebäude der nahegelegenen Drechslerei am Erlach. Neben der Wasserspiellandschaft wird in der Drah-Hütt’n eine einfache, regional typische Gastronomie, wie Jausenbrote angeboten. | weitere Bilder |
| Wasserspiellandschaft am Bach Standort               | Die Station dient als Experimentierort für Kinder sowie als Spielplatz. Hier soll interaktiv und spielerisch das Thema Nutzung der Wasserkraft vermittelt werden. Auf dem Wasserspielplatz gibt es unter anderem Wasserräder, Wehre, Fluter und Pumpen. | Bild gesucht Die Wikipedia wünscht sich an dieser Stelle ein Bild vom hier behandelten Ort. Falls du dabei helfen möchtest, erklärt die Anleitung , wie das geht. BW |
| Messer- und Besteckerzeugung Hack Stainless Standort | In dem Betrieb Hack Stainless werden Messer und Bestecke hergestellt. Der Betrieb führt dabei jeden Schritt der Herstellung selbst aus. Die Messererfamilie Hack wurde bereits im 15. Jahrhundert urkundlich erwähnt. Bis in die 1960er Jahre stellte die Manufaktur ausschließlich Taschenfeitel her. Anfang der 1960er Jahre wurde das Firmengebäude und die Wasserkraftanlage, die heute generalüberholt noch in Betrieb ist, erneuert. In den 1970er Jahren reagierte die Firma auf die sich verändernde Absatzsituation und erweiterte das Angebotsspektrum: Neben dem traditionellen Taschenfeitel werden seit dieser Zeit auch Ess- und Jausenbestecke, Küchen- und Gewerbemesser, Jagdmesser und Knicker mit Hirschhorngriffen hergestellt. Das bekannteste Produkt ist das sogenannte Pfeifenmesser, ein universelles Ess- und Jausenmesser mit Holz- und Melamingriffen. | weitere Bilder |
| Rameishammer und -kapelle Standort                   | Die Schmiedewerkstatt Rameishammer wurde 1878 von der Familie Rameis errichtet. Der Hammer wurde durch ein oberschlächtiges Wasserrad angetrieben. In dem öffentlich nicht zugänglichen Gebäude sind wesentliche Teile seiner originalen Ausstattung, darunter der Doppelschwanzhammer, die Transmissionen und die Esse, bis heute erhalten geblieben. | weitere Bilder |